# Campeonato Mundial de Atletismo Júnior de 2010 - Lançamento de martelo feminino
A prova do lançamento de martelo feminino do Campeonato Mundial de Atletismo Júnior de 2010 ocorreu entre os dias 22 e 24 de julho em Moncton, no Canadá. 

## Recordes
Antes desta competição, os recordes mundiais e do campeonato nesta prova eram os seguintes:
|     | Nome         | Nacionalidade | Distância | Local     | Data                |
| --- | ------------ | ------------- | --------- | --------- | ------------------- |
| WJR | Zhang Wenxiu | China         | 73.24 m   | Changsha  | 24 de junho de 2005 |
| CR  | Bianca Perie | Roménia       | 67.95 m   | Bydgoszcz | 9 de julho de 2008  |

## Medalhistas
| Ouro                 | Prata                | Bronze         |
| Sophie Hitchon (GBR) | Barbara Špiler (SLO) | Zhang Li (CHN) |

## Cronograma
Todos os horários são locais (UTC-4).
| Data        | Hora  | Evento       |
| ----------- | ----- | ------------ |
| 22 de julho | 09:00 | Qualificação |
| 24 de julho | 13:30 | Final        |

## Resultados

### Qualificação
A qualificação se iniciou no dia 22 de julho ás 09:00. 
Grupo A
| Posição | Atleta             | Nacionalidade  | Tentativas | Tentativas | Tentativas | Resultados | Notas |
| Posição | Atleta             | Nacionalidade  | 1          | 2          | 3          | Resultados | Notas |
| ------- | ------------------ | -------------- | ---------- | ---------- | ---------- | ---------- | ----- |
| 1       | Sophie Hitchon     | Reino Unido    | 62.32      | -          | -          | 62.32      | Q     |
| 2       | Wang Yingying      | China          | 57.53      | 55.99      | 56.18      | 57.53      | q     |
| 3       | Katja Vangsnes     | Noruega        | 54.18      | 55.28      | 53.31      | 55.28      | q     |
| 4       | Elina Uustalo      | Finlândia      | 53.69      | x          | 52.34      | 53.69      | q     |
| 5       | Elisa Magni        | Itália         | 51.06      | 53.67      | 50.82      | 53.67      | q     |
| 6       | Petronella Vincze  | Hungria        | 52.90      | 49.66      | 51.29      | 52.90      |       |
| 7       | Eva Reinders       | Países Baixos  | x          | 52.89      | 49.06      | 52.89      |       |
| 8       | Galina Mityaeva    | Tajiquistão    | x          | x          | 52.81      | 52.81      |       |
| 9       | Nehal Kamal Fahmy  | Egito          | 52.54      | x          | x          | 52.54      |       |
| 10      | Jennifer Nevado    | Espanha        | x          | 51.86      | 50.61      | 51.86      |       |
| 11      | Malin Johansson    | Suécia         | 49.78      | x          | 51.74      | 51.74      |       |
| 12      | Zeliha Uzunbilek   | Turquia        | 50.86      | x          | 46.23      | 50.86      |       |
| 13      | Shelby Ashe        | Estados Unidos | 50.59      | x          | x          | 50.59      |       |
| 14      | Joanna Franke-Kuhn | Canadá         | 49.37      | 48.73      | x          | 49.37      |       |
| 15      | Sara Pizi          | Itália         | x          | 47.56      | x          | 47.56      |       |
| 16      | Yirisleydi Ford    | Cuba           | x          | x          | x          | NM         |       |
| 17      | Park Hee-Soen      | Coreia do Sul  | x          | x          | x          | NM         |       |

Grupo B
| Posição | Atleta            | Nacionalidade  | Tentativas | Tentativas | Tentativas | Resultados | Notas |
| Posição | Atleta            | Nacionalidade  | 1          | 2          | 3          | Resultados | Notas |
| ------- | ----------------- | -------------- | ---------- | ---------- | ---------- | ---------- | ----- |
| 1       | Zhang Li          | China          | 64.02      | -          | -          | 64.02      | Q     |
| 2       | Barbara Špiler    | Eslovênia      | x          | 57.14      | -          | 57.14      | q     |
| 3       | Jenni Penttilä    | Finlândia      | x          | 56.31      | 54.62      | 56.31      | q     |
| 4       | Bianca Lazar      | Roménia        | 54.56      | x          | 51.31      | 54.56      | q     |
| 5       | Ayla Gill         | Nova Zelândia  | 54.16      | x          | 53.61      | 54.16      | q     |
| 6       | Cintia Gergelics  | Hungria        | 48.95      | 53.89      | x          | 53.89      | q     |
| 7       | Dagmara Stala     | Polónia        | x          | 46.45      | 53.39      | 53.39      | q     |
| 8       | Annemie Smith     | África do Sul  | 44.59      | x          | 53.26      | 53.26      |       |
| 9       | Lara Nielsen      | Austrália      | 48.31      | 52.48      | 53.20      | 53.20      |       |
| 10      | Myra Perkins      | Reino Unido    | 45.77      | x          | 52.20      | 52.20      |       |
| 11      | Ellina Anissimova | Estónia        | 51.01      | 51.74      | 51.88      | 51.88      |       |
| 12      | Ida Storm         | Suécia         | 48.49      | 49.01      | x          | 49.01      |       |
| 13      | Hanna Skidan      | Ucrânia        | x          | 48.78      | x          | 48.78      |       |
| 14      | Lauren Chambers   | Estados Unidos | 46.02      | x          | x          | 46.02      |       |
| 15      | Rana Taha         | Egito          | x          | x          | x          | NM         |       |
| 16      | Delphine Ramothe  | França         | x          | x          | x          | NM         |       |
| 17      | Irina Sarvilova   | Rússia         | x          | x          | x          | NM         |       |

### Final
A prova final foi realizada no dia 24 de julho ás 13:30. 
| Posição           | Atleta           | Nacionalidade | Tentativas | Tentativas | Tentativas | Tentativas | Tentativas | Tentativas | Resultados | Notas |
| Posição           | Atleta           | Nacionalidade | 1          | 2          | 3          | 4          | 5          | 6          | Resultados | Notas |
| ----------------- | ---------------- | ------------- | ---------- | ---------- | ---------- | ---------- | ---------- | ---------- | ---------- | ----- |
| Medalha de ouro   | Sophie Hitchon   | Reino Unido   | 62.72      | 64.55      | x          | 63.41      | 63.72      | 66.01      | 66.01      |       |
| Medalha de prata  | Barbara Špiler   | Eslovênia     | 61.33      | 64.44      | 62.42      | 65.07      | 65.28      | 58.54      | 65.28      |       |
| Medalha de bronze | Zhang Li         | China         | 58.68      | 62.27      | x          | 61.52      | 63.96      | x          | 63.96      |       |
| 4                 | Wang Yingying    | China         | 59.43      | 58.11      | 59.19      | x          | 58.91      | 57.58      | 59.43      |       |
| 5                 | Jenni Penttilä   | Finlândia     | x          | 55.78      | 58.39      | 58.69      | 59.01      | 57.09      | 59.01      |       |
| 6                 | Ayla Gill        | Nova Zelândia | x          | x          | 56.57      | 57.28      | x          | 53.39      | 57.28      |       |
| 7                 | Elisa Magni      | Itália        | 51.61      | 55.33      | 56.34      | x          | 56.87      | x          | 56.87      |       |
| 8                 | Elina Uustalo    | Finlândia     | x          | 56.73      | x          | x          | 55.68      | x          | 56.73      |       |
|                   |                  |               |            |            |            |            |            |            |            |       |
| 9                 | Katja Vangsnes   | Noruega       | x          | 55.55      | 55.90      |            |            |            | 55.90      |       |
| 10                | Cintia Gergelics | Hungria       | x          | 55.56      | x          |            |            |            | 55.56      |       |
| 11                | Dagmara Stala    | Polónia       | x          | x          | 54.44      |            |            |            | 54.44      |       |
| 12                | Bianca Lazar     | Roménia       | x          | x          | x          |            |            |            | NM         |       |

Legenda
| Recorde mundial       | Recorde mundial (World record)               |                       | Recorde africano                      | Recorde africano (African) |                                           | Q | Classificado por posição (Qualified) |
| Recorde do campeonato | Recorde do campeonato (Championship record)  | Recorde da América    | Recorde da América (Americas)         | q                          | Classificado por melhor tempo (Qualified) |   |                                      |
| Melhor marca do ano   | Melhor marca do ano (World leading)          | Recorde asiático      | Recorde asiático (Asian)              | DNS                        | Não largou (Did not start)                |   |                                      |
| Recorde nacional      | Recorde nacional (National record)           | Recorde europeu       | Recorde europeu (European)            | DNF                        | Não terminou (Did not finish)             |   |                                      |
| Recorde pessoal       | Recorde pessoal do atleta (Personal best)    | Recorde da Oceania    | Recorde da Oceania (Oceania)          | DSQ / DQ                   | Desclassificado (Disqualified)            |   |                                      |
| Recorde da temporada  | Recorde da temporada do atleta (Season best) | Recorde sul-americano | Recorde sul-americano (South America) | NM                         | Sem marca (No mark)                       |   |                                      |